# Car Nicobar
Car Nicobar (Pu en el idioma local) es la más septentrional de las islas Nicobar. También es una de las dos divisiones administrativas locales del distrito indio de Nicobar, parte del territorio de la unión de Andaman y Nicobar.
La isla fue devastada por el tsunami de 2004.
Car Nicobar esta en medio de Pequeña Andamán y Nancowrie. Es una isla plana fértil cubierta de un grupo de palmeras y playas con un mar embravecido por todas partes.
En comparación con las islas de Andaman sur y la isla Andaman del Medio, Car Nicobar es una isla pequeña, tiene solo 127 km². Hay 15 pueblos, el más grande de los cuales lleva el nombre de Malaca.